# Plebiscyt Tygodnika Żużlowego 2015
26. Plebiscyt Tygodnika Żużlowego na najlepszego żużlowca Polski zorganizowano w 2015 roku.

## Wyniki

### Najpopularniejsi żużlowcy
1. Maciej Janowski - Sparta Wrocław
2. Piotr Pawlicki - Unia Leszno
3. Bartosz Zmarzlik - Stal Gorzów Wielkopolski
4. Janusz Kołodziej - Unia Tarnów
5. Maksym Drabik - Sparta Wrocław
6. Jarosław Hampel - Falubaz Zielona Góra
7. Grzegorz Zengota - Unia Leszno
8. Piotr Protasiewicz - Falubaz Zielona Góra
9. Tomasz Gollob - GKM Grudziądz
10. Paweł Przedpełski - KS Toruń

### Inne wyróżnienia
Najlepszy zawodnik zagraniczny: Tai Woffinden (Sparta Wrocław)
Dętka roku: Bohater tej kategorii to Ole Olsen i jego firma za blamaż na Stadionie Narodowym w Warszawie
Międzynarodowa impreza roku: Grand Prix Polski w Toruniu
Krajowa impreza roku: Międzynarodowe Indywidualne Mistrzostwa Ekstraligi w Lesznie
Mister elegancji: Grzegorz Zengota (Unia Leszno)
Widowiskowa jazda: Darcy Ward (KS Toruń)
Najsympatyczniejszy zawodnik: Maciej Janowski (Sparta Wrocław)
Pechowiec roku: Czytelnicy proponowali, aby w tej kategorii nie wręczać statuetki, ze względu na wiele tragicznych w skutkach kontuzji w ubiegłym roku
Fair play: Czytelnicy uznali, że należy się ona wszystkim tym, którzy pomagali żużlowcom, którzy odnieśli kontuzje
Objawienie sezonu: Maksym Drabik (Sparta Wrocław)
Junior roku: Bartosz Zmarzlik (Stal Gorzów Wielkopolski)
Najpopularniejszy trener PLŻ 2: Grzegorz Dzikowski (Wybrzeże Gdańsk)
Najpopularniejszy trener Nice PLŻ: Marek Cieślak (Ostrovia Ostrów Wielkopolski)
Najpopularniejszy trener Ekstraligi żużlowej: Adam Skórnicki (Unia Leszno)
Działacz roku PLŻ 2: Tadeusz Zdunek (Wybrzeże Gdańsk)
Działacz roku Nice PLŻ: Witold Skrzydlewski (Orzeł Łódź)
Działacz roku Ekstraligi żużlowej: Piotr Rusiecki (Unia Leszno)
Wyróżnienia specjalne:
- Ostrovia Ostrów Wielkopolski
- Rafał Dobrucki
- WP SportoweFakty.pl
- NC+
- Andrzej Rusko
- Nice Polska